# EuroCity
EuroCity, (EC) — тип международных поездов в Европейской железнодорожной сети. В отличие от поездов IC (InterCity), EC — международные поезда, которые соответствуют нескольким указанным ниже критериям. Первые поезда категории EuroCity были представлены в 1987 году.
В до-Шенгенскую эпоху паспортный контроль осуществлялся в EC-поездах во время движения, а не во время стоянки поезда на станции или во время высадки-посадки пассажиров, как это иногда бывало в случае поездов других типов. Лишь на некоторых маршрутах требуется предварительная резервация мест (хотя она возможна и рекомендуется для всех остальных типов поездов), и, в некоторых случаях, дополнительная оплата.

## Критерии
- поезд следует через две и более страны
- во всех вагонах есть кондиционирование
- остановки только в крупных городах
- остановки не более, чем на 5 минут (в исключительных случаях — до 15)
- в течение поездки доступны еда и напитки
- проводники разговаривают по крайней мере, на двух языках, один из которых английский, немецкий или французский
- средняя скорость (включая время на остановках) свыше 90 км/ч, исключения — гористая местность и морские железнодорожные паромные переправы
- поездка в дневное время (отправление после 6:00, прибытие до 0:00)

## Названия
Многие из поездов EuroCity носят персональные названия, продолжая практику, начатую роскошными поездами 19 и начала 20 столетий. Многие из названий — те же, что носили до этого поезда Trans Europ Express (TEE), следовавшие по этому же маршруту. Например, поезд Париж — Милан носит название «Lutetia».

## Маршруты
(включая некоторые Европейские поезда с префиксом EC, на 14 января 2007):
- EC 6. Гамбург—Кур
- EC 9. Дортмунд—Кур
- EC 22. Вена—Дортмунд
- EC 24/25. Будапешт—Дьёр—Вена—Франкфурт—Кёльн—Дортмунд
- EC 30/31 «Allegro Johann Strauss». Вена—Филлах—Венеция
- EC 32/35. Копенгаген—Гамбург
- EC 40/41. Берлин—Варшава
- EC 44/45. Варшава—Берлин
- EC 46/47. Варшава—Берлин
- EC 52/53. Франкфурт—Саарбрюккен—Париж
- EC 60/61. Мюнхен—Штутгарт—Страсбург
- EC 62/63 «Kalman Imre». Будапешт—Дьёр—Вена—Зальцбург—Мюнхен
- EC 64/65. Мюнхен—Париж
- EC 68/69 «Mozart». Вена—Мюнхен
- EC 70/71 «Antonín Dvořák». Вена—Брно—Прага
- EC 72/73 «Johann Gregor Mendel». Вена—Прага
- EC 74/75 «Smetana». Вена—Прага
- EC 84/85 «Michelangelo». Рим—Мюнхен
- EC 86/87 «Tiepolo». Венеция—Мюнхен
- EC 88/89. Милан—Мюнхен
- EC 90/91 «Vauban». Брюссель—Люксембург—Страсбург—Базель SBB—Берн—Интерлакен
- EC 96/97 «Iris». Брюссель—Люксембург—Страсбург—Базель SBB—Цюрих
- EC 102/103 «Polonia». Вена—Варшава
- EC 104/105 «Sobieski». Вена—Острава—Катовице—Варшава
- EC 106/107 «Praha». Варшава—Катовице—Острава—Прага
- EC 108/109 «Comenius». Краков—Острава—Прага
- EC 120/121 «Košičan». Кошице—Прага
- EC 126/127 «Fatra». Жилина—Прага
- EC 128/129 «Hradčany». Жилина—Прага
- EC 130/131 «Moravia». Братислава—Богумин
- EC 134/135 «Slovenská strela». Братислава—Прага
- EC 140/141 «Detván». Зволен—Острава
- EC 150/151 «Emona». Вена—Грац—Любляна
- EC 156/157 «Zagreb». Вена—Грац—Загреб
- EC 160/161 «Maria Theresia». Вена—Инсбрук—Цюрих
- EC 162/163 «Transalpin». Вена—Инсбрук—Цюрих—Базель SBB
- EC 164/165 «Kaiserin (Empress) Elizabeth». Зальцбург—Инсбрук—Цюрих
- EC 170/171 «Hungaria». Будапешт—Братислава—Брно—Прага—Дрезден—Берлин
- EC 172/173 «Vindobona». Вена—Брно—Прага—Дрезден—Берлин—Гамбург
- EC 174/175 «Ján Jesénius». Будапешт—Братислава—Брно—Прага—Дрезден—Берлин—Гамбург
- EC 176/177. Прага—Дрезден—Берлин—Гамбург
- EC 178/179 «Alois Negrelli». Прага—Дрезден—Берлин
- EC 188/189 «Grodnertal (Val Gardena)». Верона—Больцано—Инсбрук—Мюнхен
- EC 190/191. Мюнхен—Цюрих
- EC 240/241 «Wawel». Краков—Катовице—Вроцлав—Берлин—Гамбург
- EC 278/279 «Jaroslav Hašek». Будапешт—Братислава—Брно—Прага
- EC 295/296 «Jean Monnet». Брюссель—Люксембург—Страсбург—Базель SBB
- EC 370. Вена—Брно—Прага—Дрезден—Берлин—Гамбург—Орхус
- EC 371. Орхус—Гамбург—Берлин—Дрезден—Прага
- EC 386/387. Гамбург—Орхус
- EC 541. Зальцбург—Вена
- Милан Центральный—Базель
- Милан Центральный—аэропорт Женева
- Милан Центральный—Ницца Ville
- Дортмунд—Франкфурт—Пассау—Вена—Будапешт
- Дортмунд—Франкфурт—Штутгарт—Мюнхен—Зальцбург—Клагенфурт
- Венеция S.Lucia—Шаффхаузен (Швейцария)
- EC 749 Киев-Вена (Киев- Львов- Будапешт — Вена)